# 下妻弘幹
下妻 弘幹（しもつま ひろもと）は、平安時代後期から鎌倉時代初期の武士。常陸大掾氏の一族。

## 生涯
常陸国内において八条院領村田荘と南野荘の開発領主を務め、村田荘の西半を分立して下妻荘（現・茨城県下妻市）として苗字の地としたらしい。あるいは同族である下妻清氏の跡を継いだともいう。また父・直幹による茨城郡分割により兄の義幹が茨城北郡を相続し、弘幹は茨城南郡の郡司を務めた。承安4年（1174年）同族の豊田頼幹が荘官を務める蓮華王院領下総国松岡荘より乱行を訴えられていることが『吉記』より知られる。
治承4年（1180年）治承・寿永の乱では当初は平氏方につき、『源平闘諍録』によれば弟の東条忠幹や同族の豊田頼幹、小栗重成らとともに北常陸の佐竹氏に従い、また兄の多気義幹も平氏軍にあり、常陸大掾氏のほとんどは鎌倉で反平氏を唱えた源頼朝と敵対した。しかし同年、金砂城の戦いで佐竹氏が没落すると、常陸は頼朝勢力によって平定される。寿永2年（1183年）下妻氏領の信太荘にいた源義広が反頼朝の旗幟を揚げて下野に侵攻したが、同国の小山氏・宇都宮氏らによって退けられた（野木宮合戦）。常陸大掾氏では下妻清氏や小栗重成が頼朝方に立ったが、弘幹は義広の与党であったため戦後その所領の大半を没収され、村田荘は小山朝政に、茨城南郡は下河辺政義に、信太荘などは八田知家にそれぞれ与えられ、わずかに下妻荘のみが清氏の戦功によって大掾氏の元に残ったようである。
元暦元年（1184年）に頼朝は常陸の武士たちの帰伏を認め、弘幹はじめ常陸大掾氏はようやく鎌倉幕府の御家人となった。文治元年（1185年）鎌倉勝長寿院の落成供養に参列した随兵に常陸平四郎がいるが、弘幹のことか。常陸平四郎は建久元年（1190年）頼朝の上洛にも随行しており、建久3年（1192年）頼朝の庶子（後の貞暁）が仏門に入るために上洛する際、由比にあった平四郎の屋敷から出発している。同年、頼朝に次男・実朝が誕生した際、弘幹は北条義時、三浦義澄、佐原義連、小野成綱、安達盛長ら有力な御家人らに並んで護刀を献上しており、弘幹は兄の多気義幹を越えて頼朝やその妻・政子の側近となっていたようである。しかし翌建久4年（1193年）常陸守護の八田知家は多気義幹を讒言して失脚させ、また小栗重成もにわかに発狂して役職を失った。同年末には北条時政に害意を抱いていたとし、弘幹も知家によって討たれ、梟首となってしまった。弘幹の旧領・下妻荘は小山朝政に与えられ、その子孫が新たに下妻氏を称した。これによって常陸南部の大部分を八田知家が握ることになり、また常陸大掾氏の主流は多気氏系から吉田氏系の大掾資幹に移った。